# Hertha Marks Ayrton
Hertha Marks Ayrton właściwie: Phoebe Sarah Hertha Ayrton, z domu: Marks (ur. 28 kwietnia 1854, zm. 23 sierpnia 1923) – brytyjska matematyczka i wynalazczyni pochodzenia żydowskiego.

## Życiorys
Hertha ukończyła w 1880 Girton College w Cambridge, gdzie studiowała matematykę. Nie otrzymała stopnia naukowego, ponieważ wówczas ta uczelnia nie przyznawała go kobietom. Z tego powodu Hertha przystąpiła do egzaminu na Uniwersytecie Londyńskim, gdzie otrzymała licencjat.
Pracowała nad wynalezieniem cichszego i bardziej stabilnego źródła światła. W latach 1885–1886 opublikowała dwanaście artykułów na ten temat w czasopiśmie „The Electrician”. W 1899 r. zaprezentowała rezultaty swojej pracy przed członkami Towarzystwa Królewskiego w Londynie.
Wynalazła przyrząd kreślarski, używany do dokładnego dzielenia linii na równe części oraz pomniejszania i powiększania figur. Opublikowała wiele błyskotliwych rozwiązań problemów matematycznych w piśmie naukowym Educational Times. Współpracowała z mężem Williamem Edwardem Ayrtonem w przeprowadzaniu eksperymentów fizycznych i elektrycznych.
W 1899 jako pierwsza kobieta otrzymała członkostwo w Institution of Electrical Engineers. Była również pierwszą kobietą, która odczytała własną pracę naukową w Royal Society w Londynie.
W 1902 r. ukazała się jej książka „The Electric Arc”. W 1906 r. otrzymała Medal Hughesa przyznawany przez Towarzystwo Królewskie „za oryginalne odkrycie w dziedzinie nauk fizycznych, a w szczególności dotyczące generowania, magazynowania i wykorzystywania energii elektrycznej”.
Opiekowała się sufrażystkami prowadzącymi strajki głodowe i odmówiła udziału w powszechnym spisie ludności w 1911 r. Na formularzu spisowym napisała: „Jak miałabym odpowiedzieć na wszystkie te pytania, skoro rzekomo brak mi inteligencji, by móc samodzielnie wybierać kandydatów do parlamentu? Nie dostarczę żadnych tego rodzaju informacji do czasu, aż uzyskam prawa obywatelskie. Domagam się prawa wyborczego dla kobiet”.
Jej córka Barbara Bodichon Ayrton (1888-1950) (nazwana na cześć znanej feministki Barbary Bodichon), została działaczką na rzecz praw kobiet.